# Moema
Moema es un género de peces de la familia de los rivulinos, distribuidos por ríos tropicales y aguas estancadas de América del Sur en toda la cuenca fluvial del río Amazonas, por varios países pero sobre todo en Brasil, Perú y Bolivia.

## Especies
Se consideran válidas las siguientes once especies:
- Moema apurinan Costa, 2004
- Moema beucheyi Valdesalici, Nielsen y Pillet, 2015[5]
- Moema hellneri Costa, 2003
- Moema juanderibaensis Arno, 2023[6]
- Moema heterostigma Costa, 2003
- Moema nudifrontata Costa, 2003
- Moema ortegai Costa, 2003
- Moema pepotei Costa, 1993
- Moema piriana Costa, 1989
- Moema portugali Costa, 1989
- Moema quiii Huber, 2003
- Moema staecki (Seegers, 1987)